# Schausia astrapeus
Schausia astrapeus là một loài bướm đêm trong họ Noctuidae.